# Dwójka dzieciom
Dwójka dzieciom – poranne pasmo dla dzieci, emitowane w TVP2 od poniedziałku do soboty około godziny 7. Emitowane są tu seriale animowane i seriale telewizyjne. W czasie wakacji pasmo zmienia nazwę na Wakacje z Dwójką.

## Seriale animowane
- Bibi Blocksberg
- Bodzio – mały helikopter
- Bolek i Lolek wyruszają w świat
- Czarodziejskie miasteczko Pinokia
- Dziwne przygody Koziołka Matołka
- Dziwny świat kota Filemona
- Film pod strasznym tytułem
- Fortele Jonatana Koota
- Hydronauci
- Jak to działa?
- Jeż Kleofas
- Kacper
- Kasztaniaki
- Kropelka – przygody z wodą
- Król Maciuś Pierwszy
- Lis Leon
- Mały pingwin Pik-Pok
- Magiczny autobus
- Marceli Szpak dziwi się światu
- Maurycy i Hawranek
- Milly i Molly
- Niezwykłe ranki Marcina Ranka
- Pomocnik św. Mikołaja
- Prawdziwe przygody profesora Thompsona
- Przygody Goździka Ogrodnika
- Przygody kota Filemona
- Przygód kilka wróbla Ćwirka
- Świat królika Piotrusia i jego przyjaciół
- Tajemnica szyfru Marabuta
- Teletubisie
- Wyprawa profesora Gąbki

## Seriale telewizyjne
- Dookoła świata z Tippi
- Do przerwy 0:1
- Globert przedstawia niezwykły świat natury
- Gwiezdny pirat
- Harry i Hendersonowie
- Kacperek
- Janka
- Molly
- Niewiarygodne przygody Marka Piegusa
- Plecak pełen przygód
- Podróż za jeden uśmiech
- Przygody psa Cywila
- Rodzina Leśniewskich
- Rozalka Olaboga
- Samochodzik i templariusze
- Siedem stron świata
- Szaleństwo Majki Skowron
- Sześć milionów sekund
- Świat według Bindi
- Tajna misja
- W krainie Władcy Smoków
- Wakacje z duchami
- Wow
- Żegnaj, Rockefeller

## Filmy animowane
- Jaś i Małgosia
- Kopciuszek
- Mały dobosz
- Opowieść o dinozaurach
- Pies i kot
- Tryumf pana Kleksa